# ReiBoot
ReiBoot es un programa de reparación de dispositivos móviles IOS desarrollado por la empresa de software Tenorshare basada en China.

## Historia
Tenorshare realizó el lanzamiento inicial de ReiBoot en 2013. La primera versión contaba con solo dos funciones. ReiBoot comenzó a admitir Mac OS con la versión 2.0 en abril de 2014. La versión 3.0 añadió soporte para iOS 9 y características de reparación fija en septiembre del año 2015. En septiembre de 2018 fue lanzada la versión 7.1.3 soportando iOS 12.

## Características
Este programa fue desarrollado para reparar varios dispositivos que van desde el iPhone 4 hasta el IPhone 12, todos los iPod Touch y todos los iPad a partir de la 4.ª generación, siendo compatible con iOS 6, 7, 8, 9, 10, 11, 12, 13 y 14 así como con las versiones de Microsoft Windows: XP, 2003, Vista, 7, 8 y 10. Tiene dos variantes: una gratuita que permite entrar y salir del modo de recuperación a los dispositivos soportados y una versión Pro que añade la actualización de por vida. La empresa afirma que el programa puede resolver errores de iTunes, bloqueos de pantalla y otros problemas similares.

#### Problemas que Reiboot alega resolver:[8][9]
- Poner en modo recuperación.
- Salir de modo recuperación.
- Salir iPhone de modo DFU.
- Sacar iPhone de logo manzana.
- Quitar pantalla negra de iPhone.
- Solución iPhone congelado.
- Salir de bucle de reinicios.
- Volver de iOS beta a la versión estable.
- Restaurar iPhone sin iTunes.
- Otros 150 tipos de bloqueos: Actualización/restauración fallida, iPhone desactivado y otros fallos de iOS.